# (9350) Waseda
(9350) Waseda est un astéroïde de la ceinture principale nommé d'après l'Université Waseda.

## Description
(9350) Waseda est un astéroïde de la ceinture principale. Il fut découvert le 13 octobre 1991 à Nyukasa par Masanori Hirasawa et Shohei Suzuki. Il présente une orbite caractérisée par un demi-grand axe de 2,37 UA, une excentricité de 0,22 et une inclinaison de 2,6° par rapport à l'écliptique.

## Compléments